# Régie intermunicipale de police de la Rivière-du-Nord
Pour un article plus général, voir Sureté du Québec.
La Régie intermunicipale de police de la Rivière-du-Nord était un service de police conjoint de trois municipalités du Québec situées dans la MRC de La Rivière-du-Nord ou de Les Pays-d'en-Haut dans la région administrative des Laurentides au nord de Montréal.

## Description
Les municipalités membres de la Régie étaient :
- Saint-Hippolyte
- Piedmont
- Sainte-Anne-des-Lacs

Le quartier général de la régie était à Prévost mais avait cessé de desservir cette ville le 1er avril 2004.

## Fin des activités
« Le Conseil de la Régie intermunicipale de police de la Rivière-du-Nord a tenu, le jeudi 19 mars 2009, une séance extraordinaire au cours de laquelle il a adopté majoritairement une résolution demandant aux municipalités de Piedmont, Sainte-Anne-des-Lacs et Saint-Hippolyte de demander au Ministère de la Sécurité publique l’autorisation de mettre fin aux activités policières de la Régie et faire débuter la desserte policière du territoire par la Sûreté du Québec le ou vers le 1er juillet 2009 ».
La desserte policière de la Régie intermunicipale de police de la Rivière-du-Nord a cessé ce 23 octobre 2009 à 00h01. Tous les policiers et policières à l'emploi de la RRN ont été intégrés aux forces policières de la Sûreté du Québec. Ces policiers ont été séparés entre 2 MRC (les 2 que la RRN couvraient) soit la MRC Pays d'en Haut basée à Saint-Sauveur, ainsi que la MRC de la Rivière-du-Nord, anciennement basée à Saint-Jérôme, mais désormais dans les anciens locaux de la défunte Régie Intermunicipale soit, à Prévost.